# Errouha
Errouha (en àrab الروحا, ar-Rūḥā; en amazic ⵕⵕⵓⵃⴰ) és una comuna rural de la província de Zagora, a la regió de Drâa-Tafilalet, al Marroc. Segons el cens de 2014 tenia una població total de 10.523 persones.